# Sagar Prakash Khatnani
Sagar Prakash Khatnani (Puerto de la Cruz, Tenerife, 6 de junio de 1983) es un escritor español de origen indio.

## Biografía
Sagar Prakash Khatnani nació en la ciudad de Puerto de la Cruz en la isla de Tenerife (Islas Canarias). Estudió un Ciclo Formativo de Grado Superior en Producción de Audiovisuales, Radio y Espectáculos, además de varios cursos de cinematografía y fotografía. Posteriormente cursó Técnico Superior de Protocolo Internacional en Madrid. Después de ganar varios concursos de literatura, decidió embarcarse en la escritura de Amagi durante más de seis años, escribiendo por las noches y entre las horas libres de trabajo. 
Su primer libro, Amagi, fue publicado en España por la editorial Suma de Letras en 2013 y se convirtió en gran éxito de ventas, tanto que se publicará más adelante en América Latina. Sagar Prakash es también colaborador del blog Migrados del periódico El País.
En 2014, el Ayuntamiento de Puerto de la Cruz propuso a Sagar Prakash Khatnani para los Premios "Joven Canarias" de ese año, premio que finalmente le fue concedido. En junio de 2016 Amagi se publica también en idioma italiano por la editorial Tre60.
Su segundo libro libro, Sawai, fue publicado en España por la editorial Luciérnaga en 2018.

## Obras
- Amagi (2013)
- Sawai (2018)